# Tarumizu
Tarumizu (垂水市 Tarumizu-shi?) es una ciudad en la prefectura de Kagoshima, Japón, localizada al sur de la isla de Kyūshū. Tenía una población estimada de 13 688 habitantes el 1 de marzo de 2021 y una densidad de población de 84 personas por km².

## Geografía
Tarumizu está localizada en la parte noroeste de la península de Ōsumi, al lado de Sakurajima en la bahía de Kagoshima. Sakurajima, que está adyacente al lado oeste de la ciudad, era anteriormente una isla separada, pero se conectó a la ciudad de Tarumi por una gran erupción en 1914. Limita al norte con la ciudad de Kirishima, al oeste con Kagoshima y al este y sur con Kanoya.

### Clima
La ciudad tiene un clima subtropical húmedo (Cfa en la clasificación climática de Köppen). La temperatura media anual en Tarumizu es de 14.6 °C. La precipitación media anual es de 2843 mm siendo junio el mes más lluvioso. Las temperaturas son más altas en promedio en agosto, alrededor de 24.6 °C, y más bajas en enero, alrededor de 4.6 °C.

## Demografía
Según los datos del censo japonés, la población de Tarumizu ha disminuido fuertemente en los últimos 70 años.
| Gráfica de evolución demográfica de Tarumizu entre 1940 y 2015 |
|                                                                |
| Oficina de Estadística de Japón                                |